# Mark Hoppus
Mark Allan Hoppus (Ridgecrest, Kalifornija, 15. ožujka 1972.) američki je glazbenik, producent i televizijski voditelj. Najpoznatiji je kao basist i jedan od dva pjevača u pop punk sastavu Blink-182, i alternativnom rock sastavu +44. Suosnivač je oba sastava. Također je producirao albume grupa Idiot Pilot, New Found Glory, The Matches i Motion City Soundtrack. Hoppus trenutačno vodi tjednu TV emisiju, ''Hoppus on Music'', koja je svoju premijeru doživjela 16. rujna 2010. na američkom kanalu Fuse.

## Životopis
Iako se rodio u Ridgecrestu u Kaliforniji, Hoppus je djetinjstvo je proveo u stalnoj selidbi između majke i oca, a do povratka u Kaliforniju 1989. živio je s ocem i također se često selio. Na pragu srednje škole zainteresirao se za skateboarding i punk rock, a s 15 godina dobio je bas-gitaru na dar od oca. Svirao je u nekoliko sastava sve dok ga njegova sestra, Anne, nije upoznala s Tomom DeLongeom, s kojim se sprijateljila pohađajući srednju školu Rancho Bernardo. Hoppus i DeLonge su tada osnovali Blink-182, koji će postati jedan od najpopularnijih sastava 2000.-ih. Blink-182 se raspao 2005., zbog čega je Hoppus osnovao sastav +44 s kolegom iz Blink-182 Travisom Barkerom. Budući da je Blink-182 2009. nastavio s radom, +44 je trenutačno neaktivan. Međutim, Hoppus tvrdi kako +44 ne smatra "gotovom stvari".

## Rani život
Mark Hoppus rođen je u Ridgecrestu u Kaliforniji 15. ožujka 1972. u obitelji Kerry i Texa Hoppusa. Otac mu je radio u ministarstvu obrane kao konstruktor projektila. Njegova majka, Kerry, opisuje sina kao "...uvijek sretno dijete. Jako pametan, osjećajan." Hoppus je proveo dobar dio ranog djetinjstva u gradiću Ridgecrestu, sve dok mu se roditelji nisu razveli kad je išao u treći razred, što ga je jako pogodilo. Nakon što su roditelji dvije godine izmjenjivali skrbništvo nad njim i Anne, Mark je otišao s ocem u Monterey. Otac mu je često bio odsutan jer se posvetio stjecanju doktorata. U novinskom članku uz 2000. godine, Hoppus se prisjeća:  "Živio sam potpuno samostalno u petom razredu."
Hoppus za sebe kaže da je bio "prilični konformist" sve dok u srednjoj školi nije otkrio skateboarding. Tijekom školovanja, Mark je utjehu nalazio kroz glazbu sastava kao što su The Smiths i The Cure. Tijekom prvih godina srednje škole, Hoppus je živio u Fairfaxu u Virgniji (predgrađe Washingtona) i pohađao drugi razred u srednjoj školi Annabelle. Tih je godina otišao na prvi koncert (grupe They Might Be Giants) i dobio prvu bas-gitaru kao očev dar, te mu pomogao obojiti garažu kako bi zaradio novac za pojačalo. Hoppus nikad nije išao na poduke, već se sam naučio svirati vježbajući uz ploče sastava kao što su Descendents, The Cure i Bad Religion. Pjevao je i svirao u sastavu Pier 69, koji je najviše svirao obrade The Curea. Također je izdao live demosnimku s grupom The Attic Children, koja je također sadržavala obrade pjesama grupe The Cure. 
Hoppus se vratio u Ridgecrest 1989, gdje je i završio srednjoškolsko obrazovanje u školi Borroughs. Pohađajući tu školu, često je bio ismijavan zbog nošenja šminke za oči. Nakon što je maturirao 1990. počeo je svirati u sastavu Of All Things kojeg je osnovao s dvojicom prijatelja, svirajući obrade Descendentsa. Na ljeto 1992. Mark je napustio Ridgecrest kako bi krenuo na fakultet i zaposlio se u glazbenoj trgovini u San Diegu. Hoppus je nastavio svirati sa sastavom Of All Things, dolazeći kući za vikende. Naposljetku, Hoppusov šef je posumnjao u njegove slobodne aktivnosti (Mark mu je rekao da radi s mentalno zaostalom djecom u Ridgecrestu) i ukinuo mu dopust za vikende.
Hoppus je studirao s ciljem da postane nastavnik engleskog jezika. Prisjeća se da je "mrzio" studij, a htio je postati nastavnik jer je želio provesti reformu obrazovanja. Ispisao se ranih devedesetih nakon što su se "počele odvijati stvari s Blink-182" te živio s majkom u samim počecima sastava. Mark opisuje majku kao uvijek punu potpore u odluci da odustane od fakulteta i počne nastupati s Blink-182. Međutim, oca opisuje kao realista koji je želio da uvijek ima i drugu mogućnost ako ne uspije kao glazbenik.

## Glazbena karijera

### Blink-182 (1992. – 2005.; 2009.-danas)
Nakon što se u ljeto 1992. doselio u San Diego, Hoppus se ponovno susreo sa svojom sestrom Anne, kojoj je izrazio želju da bude u sastavu. Anne je pohađala srednju školu Rancho Bernardo, gdje se sprijateljila s novim učenikom Tom DeLongeom. DeLonge se 2000. prisjetio prvog susreta: "Kad sam prvi put vidio Marka, trčali smo goli unaokolo, radeći svakakve gluposti. Znali smo skejtati po cijele noći ljuteći zaštitare, i stalno smo se zabavljali." U ožujku 1992., Anne ih je međusobno upoznala te su Hoppus i DeLonge odmah počeli svirati u DeLongeovoj garaži.  Da impresionira DeLongeu, Hoppus se popeo na vrh ulične svjetiljke ispred DeLongeova doma, no slomio je gležnjeve pri spuštanju te je idućih nekoliko tjedana proveo na štakama. DeLonge je pozvao starog srednjoškolskog prijatelja Scotta Raynora da bude bubnjar u novom sastavu, prvotno nazvanom Duck Tape, kasnije preimenovan u Blink.
Blink je izdao više demosnimki u 1993. i privukao pozornost lokalne izdavačke kuće Cargo Music, pod čijim su okriljem u veljači 1994. izdali debitantski album Cheshire Cat. Sastav je brzo postao uspješan diljem južne Kalifornije, odlazeći iduće dvije godine na turneje u svojem kombiju. Nakon što je irski pop sastav istog imena zaprijetio tužbom, Blink je svojem imenu dodao "-182", broj koji je Hoppus nasumce izabrao.
Sastav se preselio u Encinitas 1996., gdje će snimiti drugi album Dude Ranch s producentom Markom Trombinom. Blink-182 je snimio album s kućom Cargo Records, ali su 1998. prešli pod MCA kako bi uspješno i kvalitetno distribuirali novi album. Dude Ranch je izdan 1997. i ostvario je solidan uspjeh; prodan je u 1.5 milijuna primjeraka. Singl "Dammit" je također ostvario dobar uspjeh na američkim rock ljestvicama, a sastav je doživio relativan komercijalni uspjeh. 
Hoppus i DeLonge izbacili su Raynora usred američke turneje 1998. nakon što je njegov alkoholizam počeo utjecati na rad sastava. Hoppus i DeLonge su tada zamolili bubnjara Travisa Barkera iz pratećeg sastava The Aquabats da zamijeni Raynora do kraja turneje te su, nakon što su se oduševili njegovim umijećem, zamolili Barkera da se pridruži sastavu.
Sastav je izdao ključni album Enema of the State u lipnju 1999. koji je ostvario veliki komercijalni uspjeh, ponajviše zbog uspješnih singlova "What's My Age Again", "All the Small Things" i "Adam's Song". Nakon što su izdali live album The Mark, Tom, and Travis Show (The Enema Strikes Back!) u studenom 2000., sastav je ušao u studio i počeo snimati četvrti studijski album Take Off Your Pants and Jacket, izdan u lipnju 2001. Album je očuvao popularnost i komercijalni uspjeh sastava.
Nakon nastupanja sa sporednim sastavom Box Car Racer veći dio 2002. DeLonge i Barker vratili su se u Blink-182 kako bi snimili istoimeni peti studijski album, izdan u studenom 2003. I taj album je nastavio komercijalni uspjeh prethodnih albuma, te dobio i pohvale kritike: Blink-182 predstavio je sastav u zrelijem svjetlu od prijašnjih albuma, a sastav je u svoj uobičajeni pop punk zvuk ugradio i eksperimentalne elemente, inspirirani promjenom načina života (svi članovi sastava postali su očevi prije izdavanja albuma) i sporednim sastavima (Box Car Racer i Transplants). 
Međutim, porasla je napetost među članovima jer je DeLonge pri kraju 2004. htio otkazati turneju i uzeti odmor od šest mjeseci. Naposljetku, sastav je u veljači 2005. objavio "neodređenu pauzu". DeLonge je osnovao Angels & Airwaves, dok su Hoppus i Barker nastavili uajedno svirati u sastavu +44. U kolovoz u 2008. producent sastava Jerry Finn preminuo je od moždanog krvarenja, a nedugo zatim Barker je jedva preživio avionsku nesreću, zadobivši opekline drugog i trećeg stupnja po većini tijela. Oba događaja postat će katalizatori za ponovno okupljanje sastava; DeLonge se 2009. prisjetio: "Da se ta nesreća nije dogodila, ne bismo bili sastav. Kratko i jasno. To je bila sudbina." 
Sastav je objavio povratak na 51. dodijeli nagrada Grammy u veljači 2009., a turneja koja je uslijedila obilježena je dobro je bila prihvaćena od publike i kritike. Europska turneja održana je u ljeto 2010., a između ostalog sastav je predvodio koncerte u Readingu i Leedsu. 
Mark Hoppus, frontmen Blink-182, također je potvrdio da će prvi singl s predstojećeg albuma biti "Up All Night". Od kolovoza do listopada 2011. sastav je predvodio Honda Civic turneju, za čijeg je trajanja 27. rujna 2011. izdan šesti studijski album Neighborhoods, koji je također dobio pozitivne kritike. Također, u sklopu promocije novog albuma, ali i 20. obljetnice osnutka sastava, 2012. održat će se koncerti po SAD-u i Europi. 
Blink-182 se smatra jednim od prvoboraca suvremenog pop punka, inspirirajući mnogobrojne izvođače tokom svojeg postojanja.
Početkom 2012., promovirajući turneju, Hoppus je putovao i dijelio potpisane blink stvari i karte za koncert u Londonu. Također, na sličan način podjela je održana u Dublinu.

### +44 (2005. – 2009.)
U travnju 2005., nedugo nakon što je Blink-182 objavio "neodređenu pauzu", Mark Hoppus i Travis Barker najavili su svoj novi projekt pod imenom +44. Ime sastava potječe od pozivnog broja za Ujedinjeno Kraljevstvo, države u kojoj su Hoppus i Barker počeli razmišljati o novom projektu. Nakon poigravanja s mnogobrojnim demosnimkama snimljenim 2005., Hoppus i Barker kupili su studio 2006., što je označilo prekretnicu za +44. Sastav je počeo raditi isključivo u novom studiju, gdje su bili u mogućnosti svirati prave bubnjeve, gitare i snimati vokalne dionice. Elektronski elementi koje je sastav prvotno trebao imati postali su minimalni, ali nisu posve nestali.
Gitarist sastava The Nervous Return, Shane Gallagher pridružio se sastavu, kao i Craig Fairbaugh iz sastava Mercy Killers. When Your Heart Stops Beating, debitantski album sastava, izdan je u studenom 2006. Album sadrži tekstove izravno povezane s negativnim osjećajima raspada Blink-182. Jedna od takvih pjesama, "No It Isn't" direktno progovara o raspadu, a objavljena je preko službene stranice +44 u prosincu 2005., i to na DeLongeov rođendan.
U listopadu 2007., Hoppus je izjavio da je +44 službeno potpisao dogovor s kućom Interscope o snimanju novog albuma. Međutim, taj je plan naposljetku otkazan zbog Barkerove avionske nesreće u rujnu 2008. Nedugo nakon nesreće, počele su kružiti glasine o ponovnom okupljanju Blink-182, što je sastav i potvrdio u veljači 2009., na dodjeli nagrada Grammy.
U intervjuu za časopis Alternative Press, 19. veljače 2009., na pitanje o budućnosti +44, Hoppus je odgovorio: "Ne smatram taj projekt gotovim. Nikad nećemo ni za što reći da je gotovo. Dočim kažete, 'neću se više baviti time', nađete se u situaciji da želite to ponovno raditi. Shane [Gallagher] i Craig [Fairbaugh] su sjajni gitaristi i bilo je super svirati s njima u sastavu, tako da definitivno nećemo reći da je taj sastav gotov. Ali naravno, kako sada stvari stoje, sav naš trud ide u Blink-182."

## Osobni život
Hoppus se oženio za svoju djevojku, Skye Everly, 2. prosinca 2000. Upoznali su se na probi snimanja spota za pjesmu Blink-182 "All the Small Things". Prema intervjuu iz 2004., Everly, koja je tada radila za MTV, prvotno je odbila izaći s Markom: "Tom [DeLonge] me uvijek sramotio. Svaku djevojku kojoj bi prišao upitao bi, 'Hej, želiš li izaći na spoj s Markom?' To je upitao i Skye, moju ženu, koja me je pogledala i odbila. Tako je sve počelo." Dvije godine kasnije, 5. ožujka 2002., Skye je rodila njihova sina, Jacka Hoppusa. Mark sa svojom obitelji trenutačno živi u Londonu u Engleskoj. No, Hoppus je na svojem blogu otkrio kako u Ujedinjenom Kraljevstvu planiraju ostati samo godinu dana, nakon čega će se vratiti u Sjedinjene Američke Države.
2008. godine, Hoppus se javno izjasnio protiv "Prijedloga 8", prijedloga zakona u Kaliforniji koji bi sprječavao brak homoseksualnim osobama. Iako nikad nije osjećao potrebu da javno iznosi svoja politička uvjerenja, Hoppus je smatrao da je ovaj problem više pitanje građanskih prava nego politike. Također je, u listopadu 2009., napisao članak za novine The Huffington Post, u kojem je objasnio kako bi kvalitetno zdravstvena skrb bila od velike koristi američkim građanima zagovarajući tako reformu zdravstvenog sustava. 2012., u intervjuu za NME, izjavio je kako smatra britanski zdravstvenu skrb boljom od američke. Rekao je: "U ovdašnjim se bolnicama čeka mnogo manje nego što je slučaj u SAD-u. Spomenuli smo prijateljima kako bi Sjedinjene Države po tom pitanju mogle štošta naučiti od Ujedinjenog Kraljevstva."  Kako živi u Londonu, Mark je postao navijač nogometnog kluba Chelsea F.C., jer živi najbliže njihovom stadionu.

## Diskografija
Blink-182
- Flyswatter (1993.) (demo album)
- Demo #2 (1993.) (demo album)
- Buddha (1994.) (demo album)
- Cheshire Cat (1995.)
- They Came To Conquer... Uranus (1995.) (EP)
- Dude Ranch (1997.)
- Enema of the State (1999.)
- The Mark, Tom, and Travis Show (The Enema Strikes Back!) (2000.)
- Take Off Your Pants and Jacket (2001.)
- Blink-182 (2003.)
- Greatest Hits (2005.)
- Neighborhoods (2011.)
- Dogs Eating Dogs (2012.) (EP)
- California (2016.)
- Nine (2019.)
- One More Time... (2023.)

+44
- When Your Heart Stops Beating (2006.)

Simple Creatures
- Strange Love EP (2019.)
- Everything Opposite EP (2019.)